# All-Star Game
All-Star Game, espressione di lingua inglese che significa "partita delle stelle", è un termine usato in diversi sport di squadra per indicare una competizione in cui si fronteggiano due rappresentative formate dai migliori giocatori di un campionato o lega sportiva.
La tradizione dell'All-Star Game è nata nelle leghe professionistiche nordamericane, ma la formula e il nome dell'evento sono stati in seguito adottati anche per manifestazioni simili organizzate in altri sport o paesi.
Alcuni degli All-Star Game più noti:
- MLB All-Star Game della Major League Baseball
- MLS All-Star Game della Major League Soccer
- NBA All-Star Game della National Basketball Association
- NHL All-Star Game della National Hockey League
- NFL Pro Bowl della National Football League

All Star Game negli sport italiani:
- All Star Game della pallacanestro maschile.
- All Star Game della pallavolo maschile.
- All Star Game della pallavolo femminile.